# Matching Mole (album)
Albums de Matching Mole
Little Red Record
(1972)
Matching Mole est le premier album du groupe de l'école de Canterbury Matching Mole, sorti en 1972.

## Titres

### Face 1
1. O Caroline (Sinclair, Wyatt)
2. Instant Pussy (Wyatt)
3. Signed Curtain (Wyatt)
4. Part Of The Dance (Miller)

### Face 2
1. Instant Kitten (Wyatt)
2. Dedicated To Hugh, But You Weren't Listening (Wyatt)
3. Beer As In Braindeer (Wyatt)
4. Immediate Curtain (Wyatt)

## Musiciens
- Robert Wyatt : batterie, chant, mellotron, piano
- Bill MacCormick : guitare basse
- David Sinclair : piano, orgue
- Phil Miller : guitare
- Dave McRae : piano électrique (Guest Super Star)